# Ewan Grandison
Ewan Grandison (28 gennaio 1991) è un ex calciatore giamaicano, di ruolo centrocampista.

## Carriera

### Club
Ha giocato nei campionati giamaicano, trinidadiano e statunitense.

### Nazionale
Ha esordito in nazionale nel 2012.